# Eurail
Az 1959-ben bevezetett, korábban Europass vagy Eurorail Pass néven ismert Eurail Pass egy olyan vasúti bérlet, amely 33 európai országon keresztül szinte valamennyi vasútvonalon és számos hajózási vonalon lehetővé teszi az utazást. Az Eurail- és InterRail-bérletek marketingjéért és irányításáért az utrechti székhelyű Eurail Group felel. A vállalat tulajdonosa több mint 35 európai vasúti és hajózási társaság. Az Eurail-bérletet a nem európai lakosok, az 1972-ben bevezetett Interrail-bérletet pedig az európai lakosok vehetik igénybe. A bérleteket, amelyek 250 000 kilométernyi európai vasúthoz biztosítanak hozzáférést, évente több mint 33 000 utas használja.